# Artimpaza perfida
Artimpaza perfida är en skalbaggsart som beskrevs av Holzschuh 2007. Artimpaza perfida ingår i släktet Artimpaza och familjen långhorningar. Inga underarter finns listade.